# Guamatelaceae
Guamatelaceae es una familia de angiospermas dicotiledóneas perteneciente al orden Crossosomatales. Incluye una sola especie, Guamatela tuerckheimii,  distribuida en Guatemala, Honduras y México. 
Guamatelaceae ha sido aceptada sólo recientemente por el sistema de clasificación APG III. En otros sistemas de clasificación de plantas el género Guamatela había sido incluido dentro de las rosáceas.

## Descripción
Guamatela es un arbusto de hojas opuestas, con lámina entera, de forma cordada-ovada y con una pelusa blanquecina en el envés. Las hojas presentan estípulas setáceas y persistentes. 
Las flores son hermafroditas y están conformadas por cuatro ciclos de cinco piezas florales cada uno. Se hallan dispuestas en inflorescencias racimosas terminales. Las flores presentan una bráctea filiforme. El perianto posee un cáliz y una corola diferenciada. EL cáliz está formado por cinco sépalos parcialmente unidos entre sí y lobulados, con los lóbulos marcadamente más largos que el tubo que forma la unión entre ellos. La corola está formada por cinco pétalos de color rojo o rasado. 
El androceo está formado por 10 estambres que se hallan libres entre sí y libres con respecto al perianto.  El gineceo presenta inicialmente tres carpelos pero solo uno de ellos madura, el ovario es súpero. Los estilos de hallan unidos entre sí en su porción apical. Cada carpelo presenta de 5 a 50 óvulos con placentación marginal. El fruto es un folículo con numerosas semillas, las cuales no tienen endosperma.